# Tabanus infestans
Tabanus infestans är en tvåvingeart som beskrevs av Macquart 1847. Tabanus infestans ingår i släktet Tabanus och familjen bromsar.
Artens utbredningsområde är Algeriet. Inga underarter finns listade i Catalogue of Life.